# Čulym (přítok jezera Malé Čany)
Čulym (rusky Чулым) je řeka v Novosibirské oblasti v Rusku. Je 392 km dlouhá. Povodí má rozlohu 17 900 km².

## Průběh toku
Pramení v bažinách v Barabinské stepi. Na dolním toku protéká jezery Sargul (34,6 km²) a Urjum (84,1 km²) a ústí do jezera Malé Čany.

## Vodní stav
Zdrojem vody jsou převážně sněhové srážky. Vysoké stavy jsou od poloviny dubna do začátku listopadu. Zamrzá od prosince do března. Rozmrzá v dubnu až na začátku května.

### Přítoky
Zprava přitéká řeka Kargat.

## Osídlení pobřeží
Na břehu leží město Čulym